# Losquette
 (juin 2014).
La Losquette est un ruisseau français de Normandie, affluent de la Losque (rive droite) et sous-affluent de la Terrette, dans le département de la Manche.

## Géographie
La Losquette prend sa source sur la commune de La Chapelle-en-Juger au lieu-dit L'Aubrie. Elle se joint aux eaux de la Losque, dans les marais du Cotentin et du Bessin dans la commune des Champs-de-Losque, après un parcours de 4,3 km à l'ouest du Pays saint-lois.

## Communes traversées
- La Chapelle-en-Juger
- Les Champs-de-Losque